# U 455
U 455 war ein deutsches U-Boot vom Typ VII C. Wegen seiner Verwendungsfähigkeit wurde diese U-Bootklasse auch „Atlantikboot“ genannt. U 455 wurde von der Kriegsmarine im U-Boot-Krieg des Zweiten Weltkriegs im Nord- und Mittelatlantik, an der nordamerikanischen Ostküste und im Mittelmeer eingesetzt.

## Technische Daten
Als erste deutsche Werft fertigten die Deutschen Werke in Kiel nach dem Ersten Weltkrieg wieder U-Boote für die Reichsmarine. Erste Gespräche fanden im Jahr 1932 statt, zwei Jahre später erging, unter Umgehung der entsprechenden Bestimmungen des Versailler Vertrags ein Auftrag zum Bau kleiner U-Boote, die ab 1935 in getarnten Montagehallen unter Geheimhaltung gefertigt wurden. Ansonsten waren die Kapazitäten der Werft aber mit dem Bau von Großkampfschiffen ausgelastet. Sofort nach Kriegsbeginn wurde die Werft schließlich wieder in das U-Bootbauprogramm der Kriegsmarine miteinbezogen und war für den jährlichen Ausstoß von zwölf Booten des Typs VII C vorgesehen.
Ein Boot dieses Typs war 67,1 m lang und 6,2 m breit. Die Höchstgeschwindigkeit bei dieselgetriebener Überwasserfahrt betrug 17 kn. Zwei Elektromotoren mit je 375 PS Leistung ermöglichten unter Wasser eine Fahrt von 7,6 kn. Am Turm führte U 455, solange es der 7. U-Flottille angehörte, deren Flottillenzeichen, den „Stier von Scapa Flow“ (siehe links). Das Stadtwappen von Forst in der Lausitz, der Patenstadt des Bootes, trug die Besatzung als Mützenabzeichen.

## Einsatz und Geschichte
Auf neun Unternehmungen patrouillierte U 455 bis zum Frühjahr 1944 im Atlantik. Das Boot absolvierte dabei unter anderem zwei Minenunternehmungen und holte einen Teil der Besatzung von U 167, das vor Gran Canaria selbstversenkt worden war, von der spanischen Küste ab. Am 22. Januar 1944 passierte das Boot bei einem sogenannten 'Gibraltardurchbruch' die durch britische Seestreitkräfte gut bewachte Straße von Gibraltar.

### Sommer 42 im Westatlantik

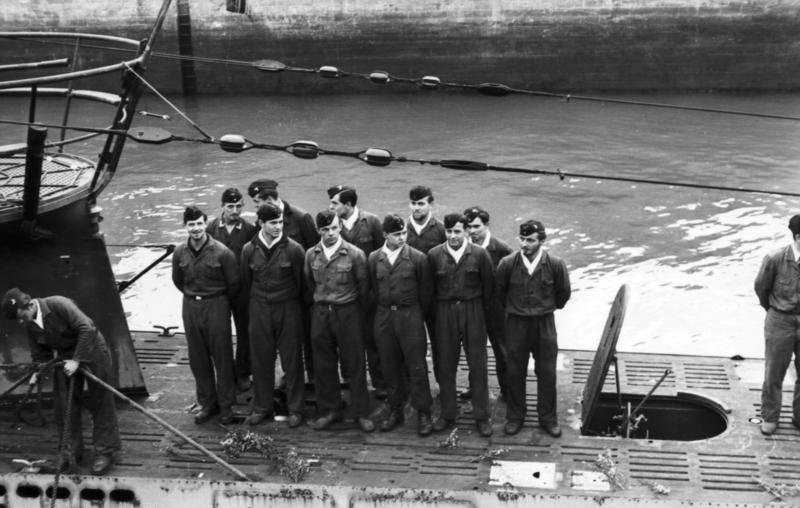
Einlaufen in St Nazaire

Am 16. April 1942 lief U 455 zu seiner dritten Unternehmung aus, der, gemessen an den dabei erfolgten Versenkungen, erfolgreichsten des Bootes. Als Operationsgebiet war der westliche Atlantik, insbesondere die Ostküste der Vereinigten Staaten vorgesehen. Kapitänleutnant Hans-Heinrich Gießler griff am Morgen des 3. Mai einen britischen Tanker an, der nach einem Treffer und zwei Fehlschüssen um 7.42 Uhr nach einem Fangschuss sank.
- 3. Mai 1942	britisches Tankschiff British Workman (Lage) mit 6.994 BRT durch Torpedo versenkt

Zwei Wochen später, in der Nacht zum 18. Mai, schoss Kommandant Gießler mehrere gleichzeitig ausgestoßene Torpedos, einen sogenannten „4er Fächer“, auf ein großes unidentifiziertes Schiff von über 12.000 BRT ab, das er als Passagierdampfer erkannt zu haben glaubte. Es wurde zwar gegen 04:00 Uhr eine Detonation festgestellt, aber keine weiteren Erkenntnisse gewonnen.
Anfang April torpedierte U 455 ein weiteres Schiff.
- 11. Juni 1942 britisches Tankschiff Geo H. Jones (Lage) mit 6.914 BRT durch Torpedo versenkt.

Am 16. Juni 1942 lief U 455 wieder in Saint-Nazaire, dem Flottenstützpunkt der 7. U-Flottille, ein.

### Angriff beim Tanken
Am 4. Oktober 1943 wurde U 455 nördlich der Azoren nach der Verproviantierung und Treibstoffübergabe durch das Versorgungsboot U 460, einer sogenannten „Milchkuh“, von Flugzeugen des Geleiträgers Card angegriffen, konnte aber entkommen.

## Versenkung
Am 22. Februar 1944 lief U 455 vom südfranzösischen Marinehafen Toulon zu seiner letzten Unternehmung aus. Am 2. April meldete Kommandant Scheibe dem Flottillenstützpunkt seine Absicht, die Unternehmung zu beenden und La Spezia anzulaufen. Dies war die letzte Meldung von U 455. Als Grund für den Verlust wurden technische Mängel oder menschliches Versagen angenommen. Eine neuere Annahme ist, dass U 455 beim Einlaufen in La Spezia in ein deutsches Minenfeld lief und am 6. April durch Minentreffer sank.
Im Jahr 2008 wurde das Wrack im Golf von Genua zwei Seemeilen vor Portofino in 120 m Wassertiefe nahezu unbeschädigt gefunden, der deutsch-französische Fernsehsender arte strahlte 2015 eine Dokumentation über das U-Boot aus.